# Oxalis mandioccana
Oxalis mandioccana är en harsyreväxtart som beskrevs av Giuseppe Raddi. Oxalis mandioccana ingår i släktet oxalisar, och familjen harsyreväxter. Inga underarter finns listade i Catalogue of Life.